# مصر للطيران الرحلة 181
رحلة مصر للطيران 181 (MS181) هي رَحلة داخلية كانت مُتوجهة من مطار برج العرب الدولي في الإسكندرية إلى ميناء القاهرة الجوي، اختطفت الطائِرة في 29 مارس 2016 بعدما هدد الخاطف كابتن الطائرة عمر الجمل بحزام ناسف ، حيث كانت تَحمل على مَتنها 81 راكب. هبطت الطائرة لاحقاً في مطار لارنكا في قبرص ، حيث أُغلق المطار من بعدها لكل الرحلات القادمة والخارجة وأُرسلت سيارات الإسعاف للموقع.
انتهت أزمة الطائرة بتسليم الخاطف نفسه والذي اتضح أنه يحمل حزامًا ناسفًا زائفًا، وتم الإفراج عن جميع الركاب وجميع أفراد طاقم الطائرة. وأفادت تقارير بأن الخاطف كان يرغب في الحديث مع زوجته القبرصية السابقة، بينما أفادت تقارير أخرى بأنه كان يريد إطلاق سراح سجينات في مصر. وقد قضت محكمة قبرصية بتسليم الخاطف لمصر في سبتمبر 2016.

## الاختطاف
| الجنسية          | العدد. |
| ---------------- | ------ |
| بلجيكا           | 2      |
| مصر              | 30     |
| اليونان          | 2      |
| فرنسا            | 1      |
| إيطاليا          | 1      |
| هولندا           | 4      |
| سوريا            | 1      |
| المملكة المتحدة  | 4      |
| الولايات المتحدة | 8      |
| المجموع          | 56     |

غادرت الرحلة 181 مطار برج العرب في الإسكندرية الساعة 06:38 بالتوقيت المحلي (UTC + 2) في رحلة قصيرة لمطار القاهرة الدولي وعلى متنها 56 راكبا بالإضافة إلى طاقم من سبعة أفراد. بعد اقلاعها، وأبلغ الطيار أن أحد الركاب ادعى أنه يرتدي حزاما ناسفا وأن الطائرة ستنتقل جوا إلى قبرص. هبطت الطائرة بسلام في مطار لارنكا الدولي في لارنكا، الساعة 08:46 بالتوقيت المحلي (UTC + 3)، وَقد أُغلق المطار من بَعدها لكل الرحلات القادمة والخارجة وَأُرسلت سيارات الإسعاف للموقع.